# Hlincová hora (Lišovský práh)
Hlincová hora, dříve též Pfaffenberg neboli Kněžský vrch, na Základní mapě ČR 1:10 000 je nazývána Na novinách (570,5 m n. m.) je vrch Lišovského prahu. Nachází se 6 km východně od centra Českých Budějovic, na území obce Hlincová Hora. Vrch vytváří horskou přepážku mezi pánví Českobudějovickou a Třeboňskou při pohledu na východ z města Českých Budějovic.

## Geomorfologie a geologie
Hlincová hora má podobu výrazného plochého hřbetu ve směru Z – V. Severní úbočí se svažuje do údolí Rudolfovského potoka a rozkládá se na něm les Děkan, jižní úbočí padá do údolí Vráteckého potoka a je rovněž zalesněno – les se nazývá Fajfk. Směrem na západ se Hlincová hora svažuje do Českobudějovické pánve, vůči níž se zvedá o 170 m. Geologicky náleží k moldanubiku, lišovskému granulitovému masivu. Geomorfologicky Hlincová hora náleží do subprovincie Česko-moravské, oblasti Jihočeské pánve, celku Třeboňská pánev, podcelku Lišovský práh.

## Stavby na vrcholu
Vrcholové partie Hlincové hory jsou součástí lokality nové výstavby Kodetka a postupně tam probíhá výstavba rodinných domů, přes vrchol vede ulice Na Kopečku. Ve vzdálenosti 600 m na východ od hlavního vrcholu je zalesněný vedlejší vrchol, u něhož stojí telekomunikační tubusový stožár se základnovou převodní stanicí (BTS) O2.

## Využití
Lesy na svazích Hlincové hory byly majetkem kostela a fary sv. Mikuláše v Českých Budějovicích a proto byly využívány k těžbě dřeva pro potřebu fary. Ovšem poté, co se okolo roku 1540 znovu oživilo dolování stříbra v blízkých Velkých Horách (dnešní Rudolfov), dopouštěli se havíři v lesích na tehdejším Pfaffenbergu četných krádeží dřeva a louky byly poškozovány kozami obyvatel z Hor. Navíc i v masivu Hlincové hory byly navrtány doly na těžbu stříbra – 1549 tu byly otevřeny cechy „Sv. Barbora“, „Nanebevzetí P. Marie“ (ten na vrátecké straně) a důl „Bohatá Potěcha“, byla obnovena i stará štola na dolu Summerově. K pohonu těžních strojů a čerpadel sloužících k odvodnění dolů se rovněž využívaly vodní zdroje z masivu Hlincové hory. V 18. století vznikla na svazích Hlincové hory sběrná stoka, která v mírném spádu obepínala v délce 3,5 km část kopce, aby sbírala povrchové vody, dešťové splachy v průrvách, vody z jarního tání a lesní i luční prameny a sváděla je do rybníka Mrhal. Byla součástí systému stok, který byl vybudován státními úřady v letech 1770–1774 s cílem zvýšit kapacitu vodní energie z místních toků k zefektivnění těžby. V roce 1783 byl systém přesměrován z Mrhalu po úbočí kopce Hlincová hora do rybníka Kyselý v tzv. Terezině údolí (Tereziagrund) na Vráteckém potoce, aby napájel stoupy a těžní stroj dolu Barbora v Dobré Vodě.
Z Hlincové hory se rovněž získával stavební kámen, což dokládají stopy lomů v Děkanském lese (za někdejší zahradou Kodetovou). Podle staré tradice se na tehdejším Pfaffenbergu těžil stavební kámen pro budějovickou Černou věž a na kostel v Rudolfově.

## Výhledy
Hlincová hora patří k místům s dalekými výhledy. Z nejvyššího bodu Hlincové hory se otevírá výhled především západním směrem na nejvyšší vrcholy Šumavského podhůří Kleť a Libín a na Šumavu s Chlumem a Boubínem. Výhled je však částečně omezován zástavbou rodinných domů. Z louky Pod horou pod vedlejším východním vrcholem (565,2 m) se otevírá výhled jižním směrem na Novohradské a Slepičí hory.